# Cocó
Un cocó o bassol (o cadolla) és una estructura de pedra en sec (pedra calcària) de dimensions menors que les de la bassa que serveix de dipòsit d'aigua de pluja, coberta per evitar-ne l'evaporació i I'embrutiment.
S'usa pel consum animal i es sol situar vora un camí. Es recull l'aigua per filtració a través de la coberta.
La seva planta és el·líptica i la seva cobertura és en falsa cúpula. Està fet amb un parament doble de poca alçària i té un petit portal allindanat.
A les comarques tarragonines, s'anomena cocó al petit dipòsit fet a la vinya per tal d'arreplegar-hi una petita quantitat d'aigua que, ordinàriament, no passa d'un parell de galledes i de vegades només la suficient per a refrescar-hi el càntir. Hi ha cocons disposats de manera que l'aigua que hi entra hi arriba filtrada per una gruixa de sorra o de terra. Altres cocons, en canvi, no són més que clots naturals que s'omplen quan plou. A Menorca, en els cocons que hi ha a les roques de la riba, vora la mar, en evaporar-se l'aigua, hi resta la sal de cocó.

## Toponímia
L'existència de Cocons ha deixat noms com ara:
Cocó del Barber (Betxí)
Cocó del Fardatxo (Santa Magdalena de Polpís)
Cocó de la Gralla (Mas de Barberans)
Barranc de Cocons de Vi (Mas de Barberans)
Barranc dels Cocons (Mutxamel)
Barranc de Cocons (L'Orxa)
Pla de Cocons, Puntal de Cocons, tots dos a la comarca de la Safor.
Campanet (Mallorca), Oratori des Cocó (Lloseta), Rota des Cocons, Sementer des Cocons (Cas Frares - Llucmajor), Avenc dels Cocons (Fornalutx), Coll de Cocons (Campanet), tots a Mallorca.
Els Nou Cocons i Camí dels Nou Cocons. Sant Vicenç de Calders, el Vendrell. Baix Penedès.
Cocó del Murtero. Benifallet, Baix Ebre
El Cocó. Clot del Cocó. Darmós, Ribera d'Ebre
El Cocó. Cocó de la Portadora. Cunit, Baix Penedès